# Artabotrys caudatus
Artabotrys caudatus är en kirimojaväxtart som beskrevs av Joseph Dalton Hooker och Thomas Thomson. Artabotrys caudatus ingår i släktet Artabotrys och familjen kirimojaväxter. Inga underarter finns listade i Catalogue of Life.